# Wit Jaworski
Witold Wit Jaworski (ur. 2 sierpnia 1944 w Żywcu, zm. 31 grudnia 2024) – polski filozof, wykładowca akademicki, poeta Nowej Fali, współtwórca grupy literackiej „Teraz”.

## Życiorys
Był synem Zygmunta Jaworskiego i Ireny Ciapuły. Absolwent filozofii na Uniwersytecie Jagiellońskim. W 1996 habilitował się tamże na podstawie pracy Common Sense w Polsce. Pracował na stanowisku profesora Akademii Górniczo-Hutniczej, Uniwersytetu Pedagogicznego w Krakowie oraz Krakowskiej Akademii im. A.F. Modrzewskiego, gdzie prowadził zajęcia z logiki, historii filozofii, filozofii przemocy, cywilizacji Dalekiego Wschodu oraz sztuki narodowego socjalizmu (wykład monograficzny). W latach 1976 oraz 1979 odbył podróże motocyklem po ZSRR, Turcji, Iranie, Afganistanie, Pakistanie i krajach Lewantu. W 1981 przebywał w Wietnamie, a w 1987 w Chinach w ramach wymiany kulturalnej. Członek Polskiego Towarzystwa Filozoficznego, Związku Literatów Polskich (od 1977). Redaktor naczelny „Pisma Literacko-Artystycznego” w latach 1983–1990 i kwartalnika filozoficzno-artystycznego „Koniec Wieku” (od 1990). Był redaktorem „Studenta” i „Zdania”. Otrzymał nagrodę ministra nauki i szkolnictwa wyższego (1985) oraz miasta Krakowa (1987).

## Twórczość

### Poezja
- Zła wiara
- Adres zwrotny
- Sale sztuki realistycznej
- Czerwony motocykl
- Sto kwiatów?
- Pole Zeppelina
- Płonąca Pagoda
- Images
- Machtapparat
- Očiu svili
- Mumia meduzy
- Popiół i gorycz
- Gnomy i dystychy
- Kropla
- Lampion
- Step
- Dąb

### Proza
- Krótki lont (powieść)
- Wielki ucisk (opowiadania)

### Eseje,rozprawy,antologie
- Poezja filozofów
- Eleuteryzm i mesjanizm
- Common Sense w Polsce
- Wyobraźnia – rozsądek – organizm zbiorowy
- Polnische Lagerdichtung
- Taoizm
- Bajki Chińskie
- Przedsokratycy
- Eleusis (wiersze Hegla)
- Platon (wiersze i epigramaty)
- Kant (wiersze)
- Schelling (poezje łacińskie)
- Minimaliści i eklektycy, z dziejów filozofii w Polsce

Jest też autorem wstępów i posłowi do książek pisarzy polskich i zagranicznych oraz do katalogów malarzy prymitywistów. Współautor antologii: Buddyzm, Judaizm. Wiersze publikował w antologiach: Określona epoka, Współcześni poeci polscy oraz poza granicami (w Meksyku, Norwegii, Niemczech, Rumunii, Serbii, Chorwacji, Słowacji oraz na Ukrainie). Zrealizował film dokumentalny (TV Kraków) o twórczości obozowej Franciszka Adamika (Rany pamięci). W 2006 opublikował opracowanie pt. Zarys literatury wietnamskiej. Był redaktorem Studenta, Zdania, Pisma literacko-artystycznego "Koniec Wieku". W latach 80. organizował wymianę młodzieży szkolnej Krakowa i Bergkamen. W RFN wygłosił cykl wykładów i odbył kilkanaście spotkań autorskich, m.in. w Norymberdze, Dortmundzie, Münster, Bocholt i Bergkamen. Uczestniczył też w spotkaniach autorskich w Berlinie wschodnim, Lipsku, Sofii, Budapeszcie, Pekinie, Nankinie, Hanoi, Huế, Long Xuyên, Karlovacu, Belgradzie, Kijowie.